# Particle Fever
La particella di Dio è un film documentario del 2013 diretto da Mark Levinson.
Il documentario, che mostra i primi esperimenti eseguiti al Large Hadron Collider vicino a Ginevra (Svizzera), segue passo dopo passo i fisici sperimentali del CERN che eseguono gli esperimenti insieme ai fisici teorici, i quali cercano di fornire una struttura concettuale ai risultati dell'acceleratore LHC. Le riprese del docu-film cominciano nel 2008, con l'entrata in funzione dell'acceleratore LHC, e si concludono nel 2012, con la rilevazione del bosone di Higgs.

## Trama
Il documentario è composto da due fili narrativi. Il primo segue la squadra dei fisici sperimentali del CERN mentre provano a far funzionare correttamente l'acceleratore LHC. Dopo una prova di test iniziale promettente, l'acceleratore subisce una perdita di elio liquido nel 2007, comportando un danneggiamento degli elettromagneti. Fabiola Gianotti, Martin Aleksa, e Monica Dunford discutono su come gestire la pubblicità negativa che circonda l'incidente e su come procedere. Dopo le riparazioni avvenute nel 2009, l'acceleratore inizia a eseguire gli esperimenti a metà potenza.
Il secondo filo narrativo segue le teorie, in netto contrasto, di Nima Arkani-Hamed e del suo mentore Savas Dimopoulos. Arkani-Hamed sostiene la teoria del multiverso, la quale prevede che la massa del bosone di Higgs sia di circa 140 gigaelettronvolt (GeV). Dimopoulos sostiene la teoria della supersimmetria, più consolidata quest'ultima, la quale prevede che la massa del bosone di Higgs sia di circa 115 GeV.
I fili narrativi si combinano alla fine del film, quando il CERN conferma l'esistenza di una particella simile a quella di Higgs, con una massa di circa 125 GeV. La scoperta della particella viene accolta con una standing ovation, e Peter Higgs viene ripreso mentre asciuga le lacrime.

## Distribuzione

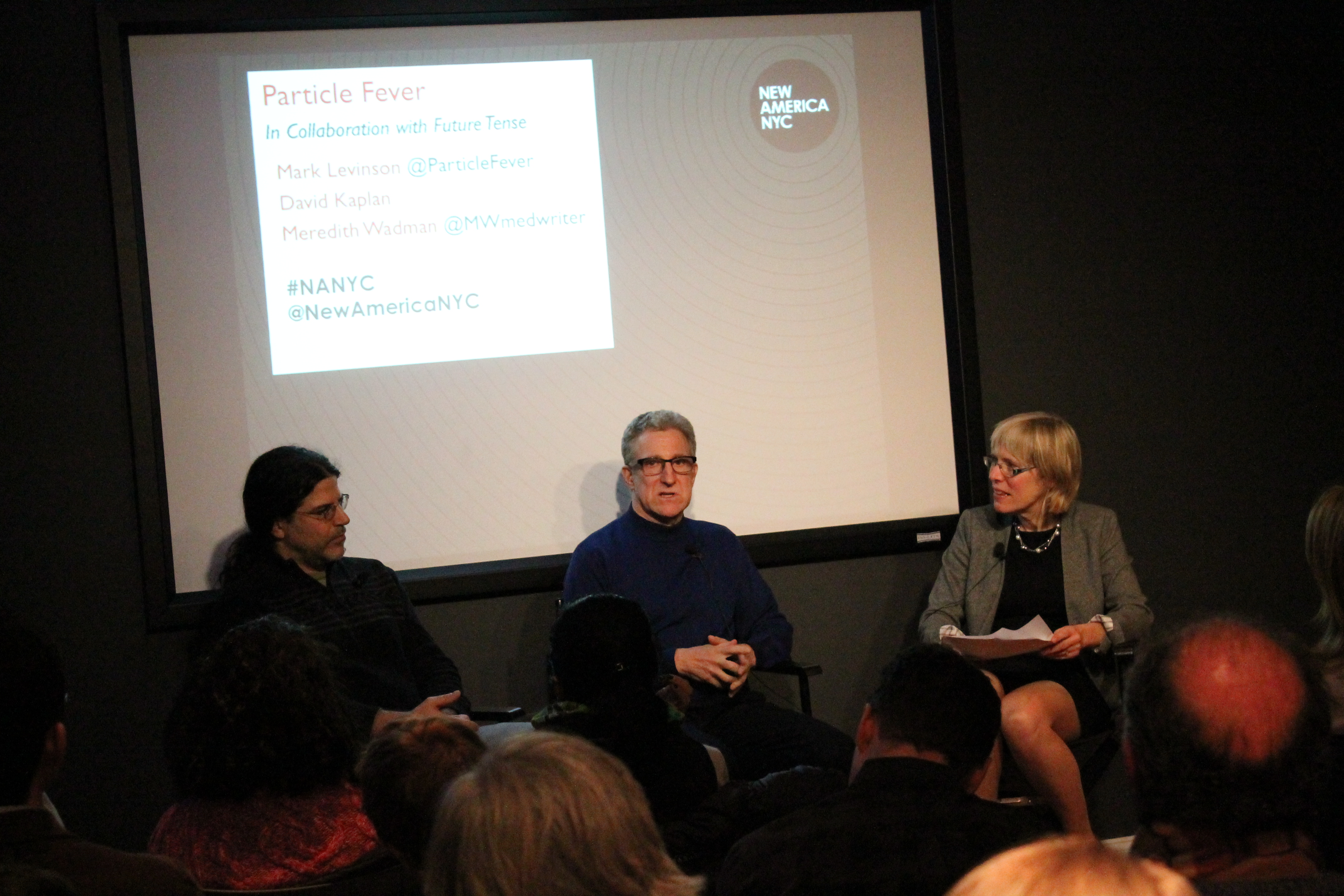
David Kaplan, Mark Levinson, e Meredith Wadman mentre discutono del film a New York City. (gennaio 2014)

Il documentario è stato presentato in numerosi festival prima della distribuzione in versione limitata negli Stati Uniti il 5 marzo 2014.

## Riconoscimenti
Nel 2016, è stato uno dei vincitori inaugurali della Stephen Hawking Medal for Science Communication.